# Protesilaus glaucolaus
Protesilaus glaucolaus är en fjärilsart som först beskrevs av Bates 1864.  Protesilaus glaucolaus ingår i släktet Protesilaus och familjen riddarfjärilar. Inga underarter finns listade i Catalogue of Life.

## Bildgalleri

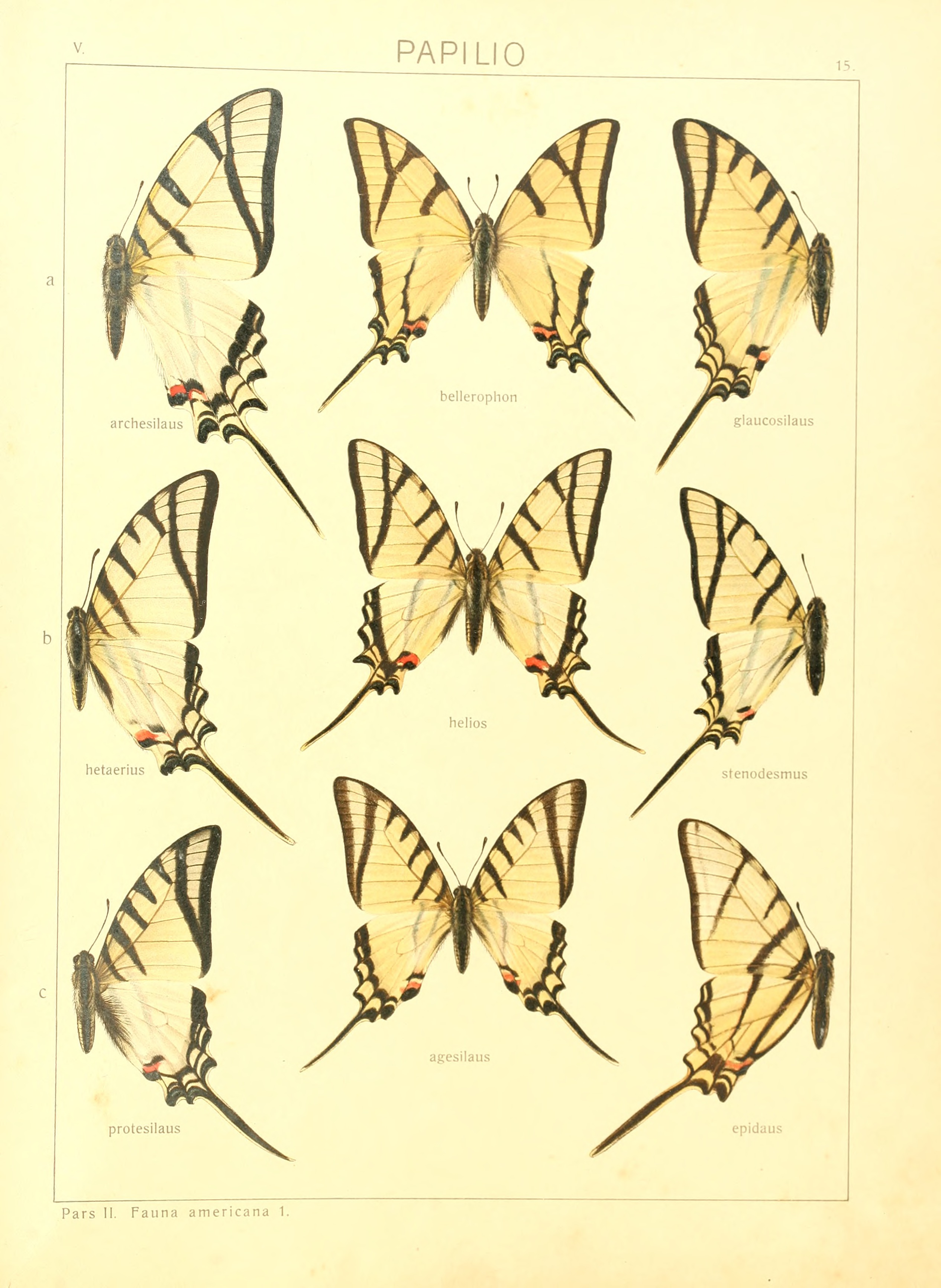